# USS Lough (DE-586)
USS Lough (DE-586) là một tàu hộ tống khu trục lớp Rudderow từng phục vụ cùng Hải quân Hoa Kỳ trong Chiến tranh Thế giới thứ hai. Nó là chiếc tàu chiến duy nhất của Hải quân Hoa Kỳ được đặt cái tên này, theo tên Thiếu úy Hải quân John Cady Lough (1915-1942), phi công từng phục vụ cùng Liên đội Tuần tiễu VS-6 trên tàu sân bay Enterprise (CV-6), đã tử trận trong Trận Midway vào ngày 4 tháng 6, 1942 và được truy tặng Huân chương Chữ thập Hải quân. Nó đã phục vụ cho đến khi chiến tranh kết thúc, xuất biên chế năm 1946, rồi cuối cùng bị bán để tháo dỡ vào năm 1970. Lough được tặng thưởng ba Ngôi sao Chiến trận do thành tích phục vụ trong Thế Chiến II.

## Thiết kế và chế tạo
Lớp Rudderow có thiết kế hầu như tương tự với lớp Buckley trước đó; vì giữ lại kiểu động cơ turbine-điện General Electric, cung cấp điện năng cho mô-tơ điện để dẫn động hai trục chân vịt. Lớp này còn được gọi là kiểu TEV, do hệ thống động lực Turbo-Electric và cỡ pháo 5-inch (V).
Dàn pháo chính được nâng cấp lên hai khẩu pháo 5 inch (130 mm)/38 cal trên hai tháp pháo nòng đơn, được phân bố một phía trước mũi và một phía sau tàu. Hỏa lực phòng không được nâng lên hai khẩu đội pháo phòng không Bofors 40 mm nòng đôi và mười pháo phòng không Oerlikon 20 mm. Vũ khí chống ngầm bao gồm một dàn súng cối chống tàu ngầm Hedgehog Mk. 10 (có 24 nòng và mang theo 144 quả đạn); hai đường ray Mk. 9 và tám máy phóng K3 Mk. 6 để thả mìn sâu. Con tàu vẫn giữ lại ba ống phóng ngư lôi Mark 15 21 inch (533 mm), và được trang bị radar SL dò tìm không trung và radar SC/SA dò tìm mặt biển. Thủy thủ đoàn đầy đủ bao gồm 15 sĩ quan và 168 thủy thủ.
Lough được đặt lườn tại Xưởng tàu Bethlehem-Hingham ở Hingham, Massachusetts vào ngày 8 tháng 12, 1943. Nó được hạ thủy vào ngày 22 tháng 1, 1944, được đỡ đầu bởi cô Rose Anne Lough, em gái Chuẩn úy Lough, và nhập biên chế cùng Hải quân Hoa Kỳ vào ngày 2 tháng 5, 1944 dưới quyền chỉ huy của Hạm trưởng, Thiếu tá Hải quân Blaney Calatis Turner.

## Lịch sử hoạt động
Sau khi hoàn tất việc chạy thử máy huấn luyện tại khu vực Bermuda vào tháng 6, 1944, Lough bắt đầu phục vụ hộ tống vận tải ven biển giữa Norfolk, Virginia và New York trước khi hộ tống một đoàn tàu vận tải vượt Đại Tây Dương sang Bizerte, Tunisia và quay trở về Hoa Kỳ. Sau đó con tàu chuẩn bị để được điều động sang khu vực Mặt trận Thái Bình Dương, băng qua kênh đào Panama và đi đến Espiritu Santo vào ngày 1 tháng 11. Tại đây nó gia nhập lực lượng phục vụ hậu cần cho Đệ Tam hạm đội và hộ tống các đoàn tàu tiếp liệu đi từ quần đảo Solomon và New Guinea đến Manus. Tại Manus nó đã chứng kiến vụ nổ của tàu chở đạn USS Mount Hood (AE-11) vào ngày 10 tháng 11, và đã tham gia tìm kiếm những người sống sót nhưng không có kết quả.
Đi đến điểm tập trung tại Hollandia, New Guinea vào ngày 20 tháng 11, Lough tham gia thành phần hộ tống cho Đệ Thất hạm đội dưới quyền Phó đô đốc Thomas C. Kinkaid cho chiến dịch đổ bộ lên vịnh San Pedro, Leyte. Đi đến ngoài khơi bãi đổ bộ vào ngày 25 tháng 11, nó phải chống trả nhiều đợt không kích của máy bay đối phương, và đã phục vụ hộ tống vận tải và tuần tra tại khu vực Philippines cho đến khi sự kháng cự chấm dứt. Nó cũng hai lần hộ tống cho các đoàn tàu tiếp liệu quay trở lại Hollandia.
Đang khi bảo vệ cho Sư đoàn 11 Nhảy dù đổ bộ lên Nasugbu vào ngày 31 tháng 1, 1945, Lough đã phải đối đầu với khoảng 20 xuồng máy cảm tử Shinyo chở theo mìn sâu tìm cách tấn công lực lượng bảo vệ, và đã bắn chìm một số kẻ tấn công. Sau đó nó cứu vớt 63 người sống sót từ chiếc tàu săn ngầm USS PC-1129 không may bị "Shinyo" đánh chìm. Hai ngày sau đó, lo ngại về một tấn công tương tự, nó cùng với tàu hộ tống khu trục USS Presley (DE-371) đã vô tình đánh chìm hai chiếc PT boat khi những xuồng phóng lôi bạn tiếp cận mà không bật tín hiệu nhận dạng.
Sau khi Nhật Bản chấp nhận đầu hàng vào ngày 15 tháng 8, giúp chấm dứt vĩnh viễn cuộc xung đột, Lough rời Manila vào ngày 24 tháng 8 cho chuyến đầu tiên trong một loạt hoạt động hộ tống vận tải đi sang Okinawa, kéo dài cho đến ngày 28 tháng 11. Con tàu lên đường quay trở về Hoa Kỳ ngang qua Eniwetok và Trân Châu Cảng, về đến San Pedro, California vào ngày 18 tháng 12. Nó được cho xuất biên chế tại San Diego, California vào ngày 24 tháng 6, 1946 và đưa về Hạm đội Dự bị Thái Bình Dương tại Stockton, California. Tên nó được cho rút khỏi danh sách Đăng bạ Hải quân vào ngày 1 tháng 11, 1969,<ref name=Uboat>và con tàu bị bán để tháo dỡ vào tháng 10, 1970.

## Phần thưởng
Lough được tặng thưởng ba Ngôi sao Chiến trận do thành tích phục vụ trong Thế Chiến II.
|  |  | Bronze star · Bronze star · Bronze star |
|  |  |                                         |

| Dãi băng Hoạt động Tác chiến (truy tặng)           | Huân chương Chiến dịch Hoa Kỳ        | Huân chương Chiến dịch Châu Á-Thái Bình Dương với 3 Ngôi sao Chiến trận |
| Huân chương Chiến dịch Châu Âu-Châu Phi-Trung Đông | Huân chương Chiến thắng Thế Chiến II | Huân chương Giải phóng Philippine (Philippine)                          |